# Jewhenij Martynenko
Jewhenij Ołehowycz Martynenko, ukr. Євгеній Олегович Мартиненко (ur. 25 czerwca 1993 w Odessie) – ukraiński piłkarz, grający na pozycji obrońcy.

## Kariera piłkarska

### Kariera klubowa
Wychowanek klubu Czornomoreć Odessa oraz Szkoły Sportowej nr 11 Czornomoreć Odessa, barwy których bronił w juniorskich mistrzostwach Ukrainy (DJuFL). 17 kwietnia 2011 debiutował w drugiej drużynie Czornomorca. Dopiero 11 maja 2014 po raz pierwszy zagrał w składzie pierwszej drużyny. 23 czerwca 2018 przeszedł do Worskły Połtawa.